# Byun Jung-il
Byun Jung-il (kor. 변•정일; ur. 16 listopada 1968 w Seulu) – południowokoreański bokser, były zawodowy mistrz świata organizacji WBC w wadze koguciej, olimpijczyk z Seulu 1988.

## Kariera amatorska
Byun Jung-il stał się najbardziej znany z protestu wywołanego podczas igrzysk olimpijskich w 1988 w Seulu. W drugiej rundzie turnieju w wadze koguciej stoczył walkę z Bułgarem Aleksandyrem Christowem. Podczas walki z Christowem stracił punkty za uderzenie przeciwnika głową i w efekcie przegrał ją decyzją sędziów ją 1-4. Byun na znak protestu usiadł na ringu i przez 67 minut odmawiał jego opuszczenia. Ostatecznie organizatorzy walki wyłączyli światła i zostawili Byuna samego w ciemności.

### Wyniki z Seulu 1988
- Zwycięstwo z Jeanem-Markiem Augustinem (Francja) 5-0
- Porażka z Aleksandyrem Christowem (Bułgaria) 1-4

## Kariera zawodowa
Byun Jung-il karierę zawodową rozpoczął w 1990 roku, debiutując 18 lutego 1990 w Gyeonggi w walce z Filipińczykiem Noelem Cornelio i wygrał tę walkę na punkty. 28 marca 1993 roku, wygrywając walkę przy jednogłośnej decyzji sędziów w hali Hyundai Hotel w Gyeongju z Meksykaninem Victorem Rabanalesem został mistrzem świata organizacji WBC w wadze koguciej. Pas mistrzowski stracił na rzecz Japończyka Yasuei Yakushijiego, z którym przegrał przy niejednogłośnej decyzji sędziów. 31 lipca 1994 roku, w hali Aichi Prefectural Gym w Nagoi stoczył rewanż z Yakushiją. Tę walkę również przegrał, tym razem w 11. rundzie przez techniczny nokaut. Była to ostatnia walka Byuna w karierze zawodowej.